# Юніорська збірна ОАЕ з хокею із шайбою
Юніорська збірна ОАЕ з хокею із шайбою  — національна юніорська команда ОАЕ, що представляє країну на міжнародних змаганнях з хокею із шайбою. Опікується командою Хокейна асоціація ОАЕ.

## Історія
Юніорська збірна ОАЕ дебютувала на юніорському Кубку виклику Азії у Абу-Дабі (ОАЕ). Вони обіграли збірні Гонконгу, Індії, Малайзії та поступились збірній Таїланду. Найбільша перемога була здобута у матчі над збірною Індії 31:1.

## Виступи на міжнародних турнірах
- Кубок виклику Азії (юніори) — 2012  — 2 місце.